# Vilma Hugonnai
Vilma Hugonnai de Szentgyörgy (Nagytétény, 30 settembre 1847 – Budapest, 25 marzo 1922) è stata un medico ungherese, è stata la prima donna ungherese a laurearsi in medicina.
Quinta dei figli del conte Kálmán Hugonnai de Szentgyörgy (1809 - 1875) e di Teréz Hugonnai de Szentgyörgy, nata Pánczély (1820 - 1864). Vilma studiò a casa, appassionata di scienze naturali studiò latino e greco a casa e in seguito proseguì gli studi in un collegio per giovani donne a Budapest.
Dal 1865 al 1884 è stata sposata con György Szilassy, la coppia ebbe un figlio che morì all'età di sei anni. A causa di questo decesso Vilma iniziò ad interessarsi alla medicina ed in particolare alla pediatria.
In Ungheria le donne non avevano accesso all'università e quindi nel 1872 Vilma ottenne il permesso dal marito e dal padre di trasferirsi in Svizzera dove, senza supporto economico della famiglia,  studiò medicina a Zurigo, si laureò con una pubblicazione sulla tracheotomia nei casi di croup, a Zurigo lavorò nel contempo come assistente nel reparto di chirurgia dell'ospedale cantonale.
Tornata in Ungheria il suo titolo non venne riconosciuto, ottenne la qualifica e lavorò come ostetrica fino al 1887. Nel 1887 sposò Vince Wartha (1844-1914), chimico e docente universitario, nel 1888 nacque la figlia Wilma (1888-1908). Dal 1890 insegnò in una scuola femminile di Budapest. Nel 1895 in Ungheria venne dato accesso all'università alle donne e nel 1897 la sua laurea venne finalmente riconosciuta e poté iniziare ad esercitare come medico.
Dal 1900 fu dapprima presidente e poi patrona dell'associazione femminile Művelt Nők Otthona, dal 1897 al 1906 insegnò materie sanitarie nella prima scuola ungherese di istruzione superiore per donne fondata da Pálné Veres. Vilma pubblicò numerosi contributi sul tema del parto e per la formazione delle ostetriche e tenne svariate conferenze sulla salute delle donne.

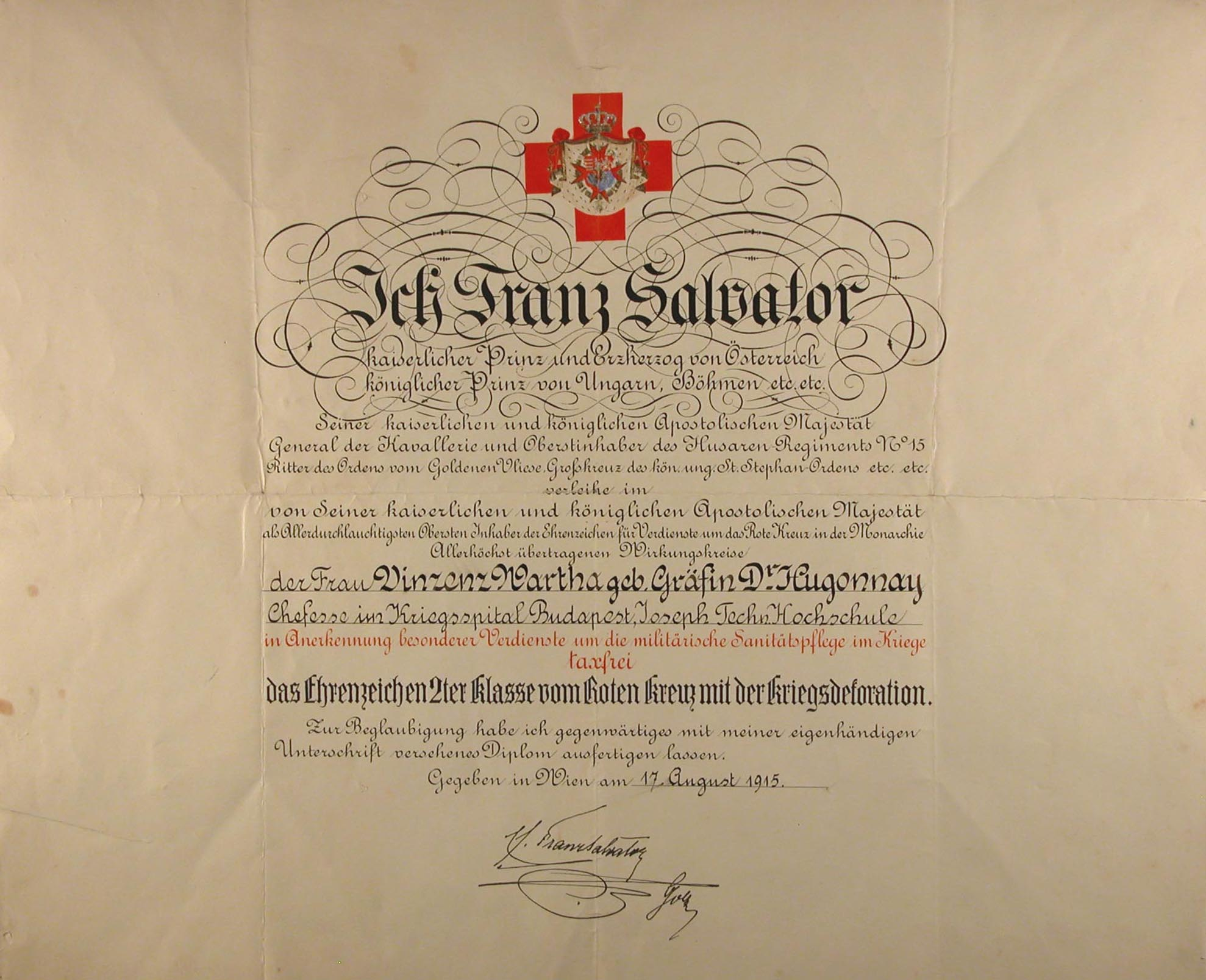
L'attestato di conferimento della Croce di merito della Croce Rossa

Nel 1914 concluse la formazione come medico di campo, non andò mai al fronte ma organizzò diversi centri di cura per i feriti di guerra, nel 1915 le venne conferita la Croce di merito della Croce Rossa austriaca.
Morì all'età di 74 anni, è sepolta al cimitero Kerepesi a Budapest.
Le è stato intitolato l'asteroide 287693 Hugonnaivilma, scoperto dagli astronomi ungheresi Krisztián Sárneczky e Brigitta Sipőcz.
Nel settembre del 2022 la Banca nazionale ungherese ha annunciato l'emissione di una moneta d'argento commemorativa dedicata a Vilma Hugonnai. In Ungheria le sono dedicate diverse scuole ed una piazza di Budapest.